# Nepheronia buquetii
Plain Vagrant, Buquet's Vagrant, or Green-eyed Monster (Nepheronia buquetii ) là một loài bướm ngày thuộc họ Pieridae. It is found throughout Africa.
Sải cánh dài 45–50 mm đối với con đực và 48–56 mm đối với con cái. Adults are on the wing quanh năm, more common in winter months.
Ấu trùng ăn Azima tetracantha và Salvadora persica.

## Phụ loài
- N. b. buquetii (Boisduval, 1836)
- N. b. buchanani (Rothschild, 1921)
- N. b. pauliani Bernardi, 1958[1]